# Алебастр (зв'язник)
Алебастр або гіпсовий зв'язник — порошкоподібна речовина, яка переважно складається з гемігідрату сульфату кальцію та здатна після замішування з водою твердіти внаслідок хімічної реакції з утворенням гіпсу та тривалий час зберігати міцність на повітрі:105.

## Хімічна формула
Алебастр переважно складається з гемігідрату сульфату кальцію. Інші назви — напівгідрат сульфату кальцію, напівводний сірчанокислий кальцій, напівводний гіпс або напівводяний гіпс:105. Поширені варіанти написання хімічної формули:
- CaSO4·0,5H2O[3]:105
- CaSO4·1/2H2O[5]
- 2CaSO4·H2O[6]

Від гіпсового зв'язника відрізняють ангідридовий зв'язник, який складається в основному з нерозчинного ангідриду CaSO4, який отримують переробкою гіпсової, ангідридової або гіпсоангідридової сировини.

## Властивості
Алебастр, замішений з водою у вигляді рідкого або платичного тіста, досить швидко тужавіє, утворює тверду каменеподібну масу з певною міцністю, що складається з тонковолокнистих, переплетених між собою кристалів:108. На властивості гіпсу значно впливають кількість води замішування й дрібність помелу:108. Гіпсовий зв'язник є повітряною мінеральною зв'язучою речовиною, оскільки твердне та тривалий час зберігає міцність тільки на повітрі:99,105. При звичайній температурі алебастр енергійно приєднує воду з виділенням значної кількості теплоти і при цьому тужавіє з утворенням кристалічної структури протягом часу, який може становити від кількох хвилин до кількох годин: CaSO4·0,5H2O + 1,5H2O = CaSO4·2H2O. За національними стандартами в Україні, в'яжучою вважається речовина, яка здатна твердіти не раніше 20 і не пізніше 120 хвилин після замішування. Марка зв'язника позначає мінімальні вимоги до міцності при стиску зразків гіпсового каменю із зв'язником, виготовлених і випробуваних в нормованих умовах:108. Якість будівельного гіпсу в Україні регламентується національним стандартом ДСТУ Б В.2.7-82:2010:105, який при визначенні гіпсового зв'язника покладається на ДСТУ Б А.1.1-36-94.

## Використання
Через свої властивості, алебастр використовують в будівництві, в тому числі для штукатурних робіт, та при виготовленні будівельних матеріалів, скульптурі, виготовленні форм в керамічному виробництві, для різних виливків, у медицині для накладення гіпсових пов’язок і шин:105. Залежно від використання та властивостей, виділяють такі гіпсові зв'язники:
- Будівельний гіпс (нім. Baugips, англ. gypsum plaster, фр. plâtre de construction, рос. строительный гипс) застосовують при виготовлені будівельних виробів. Складається в основному з β-модифікації CaSO4·0,5H2O, яка відзначається приховано-кристалічною структурою, відносно високою водопотребою (кількістю води для замішування) і низькою міцністю[4][3]:108. Також відомий як «французька штукатурка» (англ. plaster of Paris[9]) — ця назва походить від використання гіпсу, який добували з родовища на Монмартрі в Парижі, в його мануфактурах[10].
- Високоміцний гіпс (нім. hochfester Gips, англ. resistant hypsum, фр. plâtre à haute résistance, рос. высокопрочный гипс) має підвищену нормовану міцність. Складається в основному з α-модифікації CaSO4·0,5H2O, яка відзначається правильною кристалічною структурою, відносно низькою водопотребою і високою міцністю. Застосовують для виготовлення гіпсових і гіпсобетонних будівельних виробів для внутрішніх частин будинків: перегородкових плит, панелей, сухої штукатурки, для одержання гіпсових і змішаних розчинів, а також виготовлення декоративних й оздоблювальних матеріалів (наприклад, штучного мармуру)[3]:109.
- Технічний гіпс (нім. Gips für technische Zwecke, англ. industrial gypsum, фр. plâtre industriel, рос. технический гипс) застосовують у різних галузях промисловості. Складається в основному з α- або β-модифікації CaSO4·0,5H2O або їх суміші.
- Формувальний гіпс (нім. Formgips, англ. moulding gypsum, фр. plâtre de moulage, рос. формовочный гипс) застосовують для виготовлення форм і моделей у фарфоро-фаянсовій, керамічній та іншій галузях промисловості. Відповідає, за необхідності, додатковим вимогам за ступенем помелу, об'ємним розширенням і водовбиранням.
- Медичний гіпс (нім. medizinischer Gips, англ. medical gypsum, фр. plâtre médical, рос. медициский гипс) застосовують у хірургії, ортопедії. Відповідає додатковим вимогам за вмістом шкідливих домішок і складається в основному з α- або β-модифікації CaSO4·0,5H2O або їх суміші.

## Виробництво
Алебастр отримують шляхом оброблення дробленого та помолотого гіпсового каменю за температури 150—160°С унаслідок дегідратації за реакцією: CaSO4·2H2O = CaSO4·0,5H2O + 1,5H2O:105.

## Заходи безпеки при роботі з алебастром
Алебастр характеризують як сипкий матеріал, який дуже розпиляється, який належить зберігати окремо від інших матеріалів.
Об'єкти будівельної промисловості з виробництва гіпсу (алебастру), належать до II класу небезпеки, довкола яких встановлюють захисну зону радіусом 500 м для планування та забудови населеного пункту, якою такі об'єкти повинні відокремлюватись від житлової забудови, дитячих дошкільних закладів, загальноосвітніх шкіл, лікувально-профілактичних та оздоровчих установ загального та спеціального призначення зі    стаціонарами, наркологічних диспансерів, спортивних споруд, садів, парків, садівницьких товариств, охоронних зон джерел водопостачання, водозабірних споруд та споруд водопровідної розподільної мережі.
Для захисту органів дихання від пилу при завантаженні-розвантаженні алебастру необхідно використовувати протипилові респіратори або протигази. Вантажнику, зайнятому на вантажно-розвантажувальних роботах з вантажами, що здіймають пил, та іншими токсичними вантажами, до переліку яких належить алебастр, надають щорічну додаткову відпустку за роботу з шкідливими і важкими умовами праці тривалістю до 35 календарних днів.
До норми безплатної видачі спеціального одягу, спеціального взуття та інших засобів індивідуального захисту модельника керамічного виробництва під час виконання робіт з алебастром додатково до бавовняних костюма та берета та шкіряних черевиків також належать рукавиці брезентові, окуляри захисні закриті та респіратор пилозахисний.
Алебастр характеризують як негорючі матеріали з точки зору вибухопожежо- та пожежонебезпечності об'єктів.